# Marko Myyry
Marko Olavi Myyry (* 15. November 1967 in Kerava) ist ein ehemaliger finnischer Fußballspieler.

## Karriere
Myyry absolvierte für die finnische Nationalmannschaft 59 A-Länderspiele und erzielte dabei zwei Treffer. Er spielte im Mittelfeld 
Er spielte bis 1987 für seinen finnischen Stammverein FC Haka Valkeakoski u. a. neben seinem Bruder Mika Myyry. Zur Saison 1987/88 nahm er ein Angebot des damaligen Aufsteigers in die 2. Bundesliga SV Meppen an. Bis 1989 spielte er für den emsländischen Verein 59-mal (14 Tore) in der 2. Bundesliga und war maßgeblich an deren Klassenerhalt in den ersten beiden Jahren der Zweitligazugehörigkeit beteiligt. Hier erwarb er sich den Spitznamen „Rasenfloh“.
Von 1989 bis 1994 spielte er für den SC Lokeren in der ersten belgischen Liga, der aufgrund der guten Leistungen Myyrys in Meppen und in der finnischen Nationalmannschaft auf ihn aufmerksam geworden war und ihn nach Belgien lockte. Einer der Trainer Myyrys in Lokeren war u. a. Aimé Anthuenis, der auch Trainer der belgischen Nationalmannschaft war. 
1994 kehrte Myyry wieder zum SV Meppen zurück und machte dort bis zum Abstieg aus der 2. Bundesliga 1998 weitere 116 Spiele (10 Treffer) für den SV Meppen. 
Der Finne fand im Emsland endgültig seine neue Heimat und wechselte 2001 zum SV Blau-Weiß Dörpen in die Kreisliga Emsland, wo er bis 2003 blieb. 2005/06 nahm er den Posten des Spielertrainers beim SV Lengerich-Handrup (1. Kreisklasse Emsland Süd) an, konnte dort aber keine Erfolge erzielen, so dass der Club ihn bereits vor der Winterpause wieder entließ. Im Sommer 2006 kehrte er dann als 38-Jähriger ein drittes Mal beim SV Meppen ein, spielte nun aber für die zweite Mannschaft (Kreisliga Emsland). Die Kontakte kamen über seinen ehemaligen Mannschaftskollegen Robert Thoben zustande, welcher bereits in der Saison zuvor beim SV Meppen II spielte und von nun an nach der Profizeit beim SV Meppen erneut sein Teamkollege war.